# Francisco Rezek
Francisco Rezek (Cristina, 18 januari 1944) is een Braziliaans hoogleraar, politicus en rechter. Hij was van 1983 tot 1997 rechter van de Braziliaanse Hoge Raad, met een tussenpauze van 1990 tot 1992 toen hij Minister van Buitenlandse Zaken was. Sinds 1987 is hij arbiter voor het Permanente Hof van Arbitrage en van 1997 tot 2006 was hij rechter voor het Internationale Gerechtshof.

## Levensloop
Rezek studeerde tot 1967 rechtsgeleerdheid aan de Federale Universiteit van Minas Gerais in Belo Horizonte en daarnaast met een studiebeurs van de Interamerican University Foundation aan de Harvard-universiteit.
Hij vervolgde met wetenschappelijk onderzoek aan de Harvard-universiteit (1965) en de Haagsche Academie voor Internationaal Recht (1968) en met een studiebeurs van de Franse regering behaalde hij in 1970 een doctoraat in internationaal recht aan de Sorbonne in Parijs. Hij studeerde verder en behaalde in 1979 het Diploma of Law in publiekrecht aan het Wolfson College dat deel uitmaakt van de Universiteit van Oxford.
Van 1971 tot 1997 werkte hij als hoogleraar internationaal recht en grondrechten aan de Universiteit van Brasilia, waarbij hij van 1974 tot 1976 de juridische afdeling leidde en in het schooljaar 1978/79 decaan van de afdeling was. Verder had hij vanaf 1976 nog een hoogleraarschap aan de diplomatenopleiding van Brazilië, het Instituto Rio Branco. In 1986 onderwees hij verder nog aan de Haagsche Academie voor Internationaal Recht. Sinds 1987 is hij arbiter voor het Permanente Hof van Arbitrage.
Vanaf 1979 was Rezek plaatsvervangend procureur-generaal van het Openbaar Ministerie en van 1983 tot 1990 was hij rechter van de Hoge Raad. Van maart 1990 tot april 1992 was hij Minister van Buitenlandse Zaken, waarna hij tot 1997 opnieuw opperrechter werd. Vervolgens werd hij voor de periode van 1997 tot 2006 gekozen tot rechter van het Internationale Gerechtshof in Den Haag.
In 1997 werd hij onderscheiden met het Grote Gouden Ereteken met de Ster voor Verdienste voor de Republiek Oostenrijk.
In 2008 richtte hij een eigen advocatenkantoor op waarin hij en deelnemende familieleden als advocaat zich richten op zowel binnenlands als internationaal recht.